# Valais (bateau à vapeur)
Pour les articles homonymes, voir Valais (homonymie).
La Valais est un bateau de la Compagnie générale de navigation sur le lac Léman (CGN) démoli en 2003. C'est un bateau à vapeur et à roues à aubes.

## Historique
Le Valais est construit en 1913 par Sulzer Frères à Winterthour (Suisse) pour la CGN. Il a pour jumeau la Savoie construite en 1914. Les deux bateaux ont été commandés le 31 mai 1912. Le Valais est construit entre janvier et septembre 1913, ce qui est un record de rapidité pour l'époque.
Une illumination est installée en 1927. Un toit en métal et des vitrages sont posés sur le pont supérieur en 1928, des sanitaires sont installés en 1932. Une révision complète est effectuée en 1953.
Le Valais est mis hors service et désarmé en 1962. Il est débaptisé et amarré dès 1966 en rade de Genève, au quai du Jardin anglais, en tant que bateau-restaurant. La CGN y installe ses bureaux et sa billetterie. Sa machine est alors déposée et du béton est coulé dans la cale pour le lester. En 2000, les boiseries de son salon sont déposées et récupérées pour le Montreux. 
À la suite d'un conflit entre la CGN et le restaurateur locataire du bateau, Jean-Pierre Reichenbach, le conseil d'administration de la CGN décide le 1er juin 2001 de faire démolir le Valais. La démolition est autorisée par le canton de Vaud en novembre 2001. Il est transféré à Ouchy le 8 septembre 2003. La justice vaudoise ordonne l'arrêt de la démolition du Valais et décide qu'il restera à la disposition d'un acquéreur éventuel jusqu'au 15 octobre 2003. Le 7 octobre 2003, à la demande de l'Association pour la sauvegarde du bateau Valais, une motion urgente au Conseil municipal de la Ville de Genève est débattue pour étudier la possibilité de sauvegarder le bateau. La démolition débute finalement le 16 octobre 2003,.

### Sources
- Jacques Christinat, Bateaux du Léman : deux siècles de navigation, Cabédita, 2003.  (ISBN 2-88295-061-6)